# Jasiusvlinder
De Jasiusvlinder of Pasja (Charaxes jasius) is een vlinder uit de familie Nymphalidae, de vossen, parelmoervlinders en weerschijnvlinders. Met een spanwijdte bij het mannetje rond 70 mm en het vrouwtje van 75-90 mm is het de grootste dagvlinder van Europa.
De ondersoort C. jasius jasius komt voor in de maquis in het Middellandse Zeegebied, vooral nabij de kust. De vlinder vliegt in twee generaties per jaar van april tot en met oktober. Een vijftal andere ondersoorten komt voor verspreid over het Afrikaanse continent. De waardplant van de rupsen in het Mediterraan gebied is de aardbeiboom, hoewel de mediterrane ondersoort ook is aangetroffen op sinaasappel, mandarijn, perzik, abrikoos, laurier, cherimoya, Rhamnus en Osyris quadripartita. De vlinders voeden zich met sappen uit rottend fruit, boomsap en uitwerpselen.

## Beschrijving
Gladde, bolvormige, gele eitjes van 2 mm doorsnee worden afzonderlijk afgezet op de bovenkant van het blad van de aardbeiboom. De slakachtige rupsen rusten op de bovenzijde van hetzelfde blad. Ze worden uiteindelijk 60 mm lang, en zijn bedauwd groen met op de rug fijne lichte puntjes en tot drie oogvlekken met een blauw accent. Bij jonge rupsen lopen uit de achterhoeken van het lijf twee naar achter en buiten stekende roodpaars tot bruine hoorntjes vanuit een geelwitte rand, die verdwijnen bij het groter worden, maar de hoekige achterkant blijft herkenbaar. De kop heeft aan de achterkant vier schuin naar achter gerichte roodpaarse tot bruine hoorntjes, en aan de voorzijde een paarse geelwit gezoomde rand. De pop is bedauwd groen en hangt meestal aan de onderkant van de bladsteel.
De bovenkant van de vleugels van deze vlinder is zwartbruin, met aan de buitenrand een band oranje vlekken die op de achtervleugel lichter zijn en met zwart zijn afgezet. De achterhoek van de achtervleugel heeft twee korte sporen. Op de voorvleugel is er nog een tweede band kleinere bruinoranje vlekken. De onderkant van de vleugels is bij het lijf een bont patroon van vosbruine, zwartgroene, witomrande streepvormige vlekken, en verder naar buiten een witte band, en achtereenvolgens brede banden van vosbruine, olijfgrijze en gele vlekken (oranje in de voorvleugel), een smalle olijfgroene band en op de achtervleugel een witte lijn. De brede olijfgrijze vlekken in de achterhoek van de achtervleugel bevatten ook blauwe oogvlekken en de buitenste vlek is ook aan de binnenkant omzoomd met geel. De bovenkant van het lijf is zwartbruin en de tekening van vosbruine, olijfgrijze en witte naar achter en onder lopende strepen op de zijkant en onderkant is een voortzetting van van de onderkant van de vleugels. In rust zijn de vleugels samengeklapt zodat de mooie onderkant goed te zien is.

## Genetica
In tegenstelling tot de meeste andere vlinderfamilies waar het aantal chromosomen niet of weinig van elkaar verschilt (vaak n = 31), is de variatie binnen de Charaxinae groot (n = 13-58). Het haploïde chromosoomaantal bij de Jasiusvlinder is 25, zowel bij vrouwtjes als mannetjes.

## Media

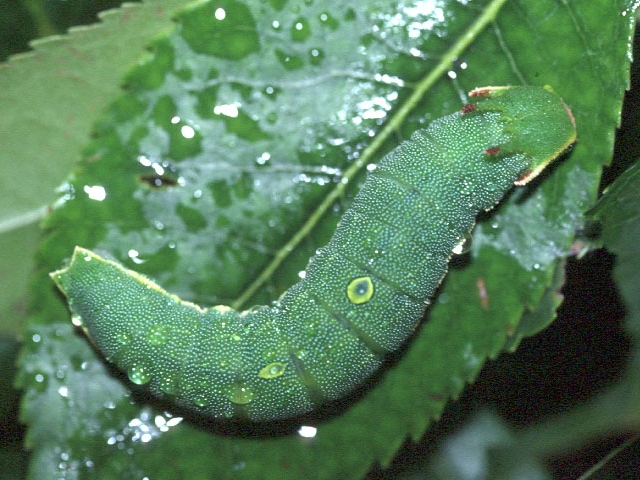
Rups
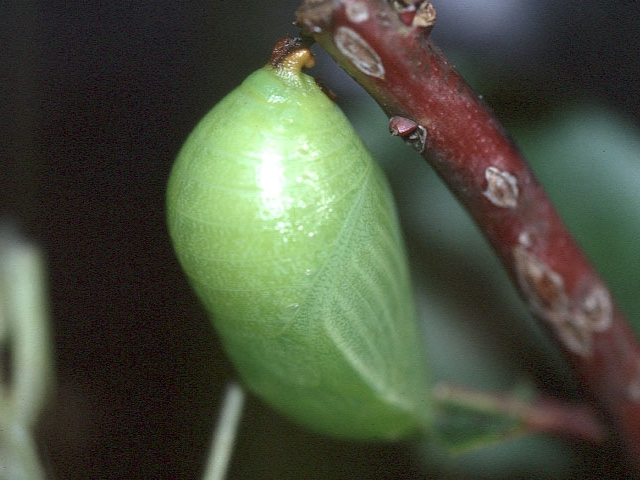
Pop

YouTube filmpje